# Індекс інвестиційної привабливості

## Індекс інвестиційної привабливості
Індекс інвестиційної привабливості — це інтегральний показник, який відображає рівень привабливості країни, регіону або підприємства для потенційних інвесторів. Він використовується для оцінки інвестиційного клімату та прийняття рішень щодо розміщення капіталу.

## Загальна характеристика
Індекс інвестиційної привабливості є узагальненим показником, що враховує різноманітні фактори, які впливають на рішення інвесторів. Ці фактори можуть включати економічну стабільність, правову систему, інфраструктуру, рівень корупції, податкову політику та інші аспекти, що формують інвестиційний клімат.

## Методики оцінювання
Існує кілька підходів до оцінки інвестиційної привабливості:

### Рейтингові методи
Ці методи базуються на експертних оцінках та аналітичних дослідженнях, які формують рейтинги країн або регіонів за рівнем інвестиційної привабливості. Прикладами є рейтинги, що враховують індекси глобальної конкурентоспроможності, інвестиційної свободи та інші.

### Інтегральні методи
Ці методи передбачають обчислення зведеного показника на основі набору кількісних та якісних індикаторів. Наприклад, методика інтегральної оцінки інвестиційної привабливості підприємств враховує понад 40 показників, що характеризують фінансовий стан, рентабельність, ліквідність та інші аспекти діяльності підприємства.

### Економетричні моделі
Ці моделі використовують статистичні та математичні методи для аналізу взаємозв'язків між різними факторами та інвестиційною привабливістю. Наприклад, моделі на основі функції Кобба-Дугласа дозволяють оцінити вплив інфраструктури, науки, екології, технологій та соціально-економічних умов на привабливість країни для інвесторів.

## Приклади застосування

### Індекс інвестиційної привабливості Європейської Бізнес Асоціації (EBA)
EBA проводить опитування серед керівників компаній-членів асоціації для оцінки інвестиційного клімату в Україні. Опитування включає питання щодо поточного стану інвестиційного клімату, очікувань на майбутнє та оцінки умов ведення бізнесу. Результати представлені у вигляді індексу на шкалі від 1 до 5.

### EY Attractiveness Survey
Компанія EY проводить дослідження привабливості країн для прямих іноземних інвестицій. Методологія включає аналіз як фактичних даних про інвестиції, так і сприйняття інвесторами інвестиційного клімату. Це дозволяє отримати комплексну оцінку привабливості регіону або країни.

## Значущість
Індекс інвестиційної привабливості є важливим інструментом для інвесторів, оскільки він надає узагальнену оцінку ризиків та можливостей, пов'язаних з інвестуванням у певну країну чи регіон. В Україні, наприклад, Індекс інвестиційної привабливості, розрахований Європейською Бізнес Асоціацією, є важливим індикатором для оцінки інвестиційного клімату та прийняття рішень щодо інвестування. Згідно з дослідженням EBA, у 2024 році індекс зріс до 2,49 бала з 5 можливих, що свідчить про покращення інвестиційного клімату в країні.
ЛІГА:ЗАКОН Бізнес
+5
Мінфін
+5
European Business Association
+5